# Jakobsmantel
De jakobsmantel of sint-jakobsschelp (Pecten jacobaeus) is een tweekleppig weekdier uit de familie van de mantels (Pectinidae). De jakobsmantel komt voor in de Middellandse Zee en de Atlantische Oceaan.

## Beschrijving

### Dierkenmerken
De dieren leven van planktonische organismen en andere zwevende voedseldeeltjes die zij verkrijgen door met behulp van hun kieuwen het zeewater te filteren. Mantelschelpen hebben lichtgevoelige organen, 'catadioptrische ogen', die op kleine tentakeltjes aan de mantelrand staan. Deze 'ogen' werken door weerkaatsing en kunnen licht van donker onderscheiden. Hierdoor kunnen zij eventuele vijanden waarnemen en daarop reageren. De reactie kan bestaan uit vluchten (zie onder) of het simpel sluiten van de kleppen.

### Levenswijze en leefomgeving
De jakobsmantel leeft plat op de zeebodem, met de bolle klep aan de onderzijde. Jonge dieren kunnen zich met byssusdraden aan een substraat vasthechten. Volwassen dieren liggen los en verkiezen zandige bodems. Mantelschelpen kunnen zich verplaatsen door de kleppen met kracht te sluiten. Hierbij verlaat het water met kracht de schelp aan de kant waar het slot zit, zodat het eruitziet of de schelp zich als het ware een weg door het water hapt.

### Verspreiding
Deze soort komt voor in de Middellandse Zee en in de Atlantische Oceaan (en recent in Ghana). De populatie van deze Pecten-soort is sinds het begin van de moderne schelpdiervisserij en vervuiling tot minder dan 30% teruggebracht.

### Schelpkenmerken
De jakobsmantel heeft een min of meer gelijkzijdig driehoekige vorm met brede ongeveer 15 radiaire, golvende hoofdribben. De hoofdribben zijn gescheiden van elkaar door een tussenribsruimte die ongeveer even breed is als deze hoofdribben zelf. Over hoofdribben en tussenribsruimten ligt een secundaire sculptuur van fijnere ribben.
Aan weerszijden van de umbo zit een vleugelvormig uitsteeksel, het zgn. oortje. De beide oortjes van een schelpklep zijn ongelijk van grootte. De beide kleppen zijn niet gelijk: de linkerklep bol, de rechterklep vrijwel plat. De schelp kan ongeveer 20 cm breed worden. Schelpen kunnen egaal geel, zalmroze, rood en bruin van kleur zijn, terwijl exemplaren met gevlamde kleurpatronen eveneens voorkomen.

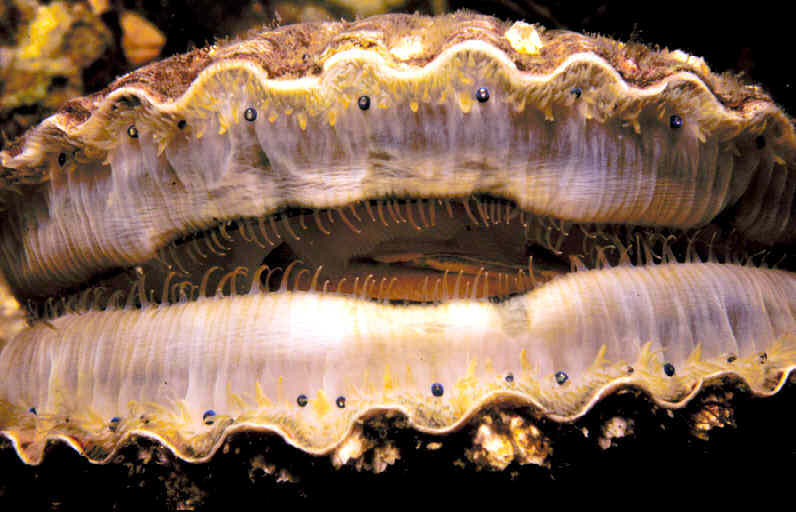
Mantelschelp waarbij de blauwe catadioptrische ogen zijn te zien.
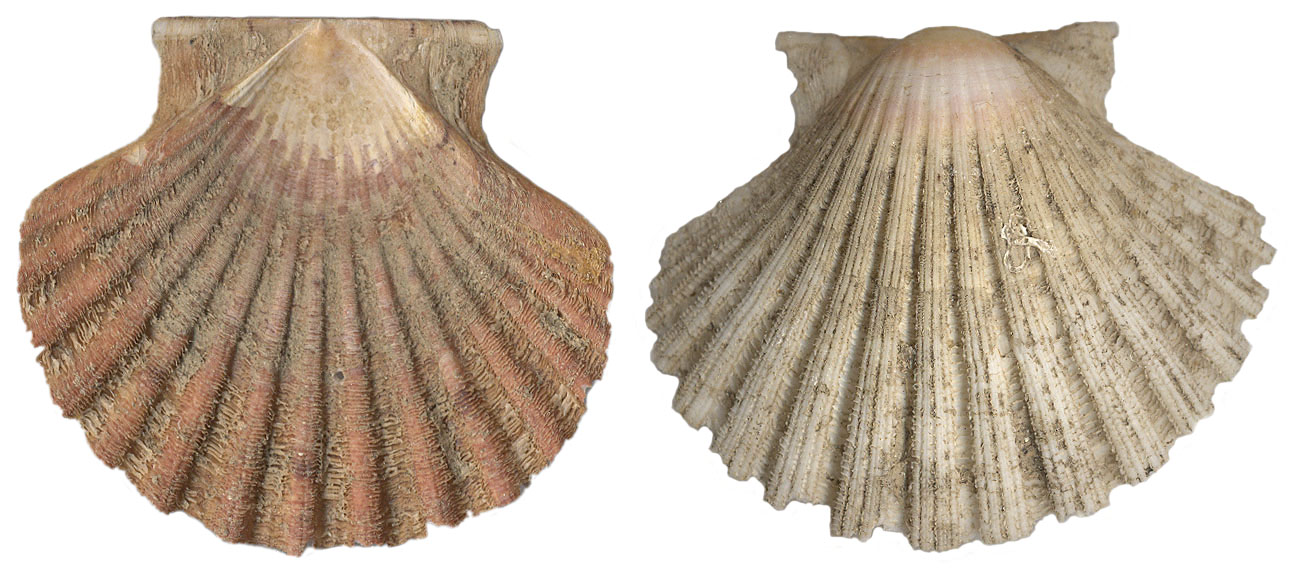
Jakobsmantel (Pecten jacobeus), jong exemplaar

## Trivia
- De schelp, en vooral het bolle deel, is vanouds het symbool van de heilige Jakobus de Meerdere en de Camino de Santiago. De schelp wordt dan meestal afgebeeld met de sluiting boven.
- De Nederlands-Britse oliemaatschappij Shell gebruikt de Sint Jakobsschelp in de kleuren rood en geel als logo. Hij wordt dan meestal afgebeeld met de sluiting onder.